# 大竹インターチェンジ
大竹インターチェンジ（おおたけインターチェンジ）は、広島県大竹市黒川2丁目にある広島岩国道路のインターチェンジである。

## 歴史
- 1988年（昭和63年）3月29日：大竹IC - 岩国IC間開通に伴い、供用開始[3]。
- 1990年（平成2年）11月27日：大野IC - 大竹IC間開通[3]。

## 周辺
- 玖波駅（JR西日本 山陽本線）
- ゆめタウン大竹

## 接続する道路
- 国道2号

## 隣
E2 広島岩国道路
(32-2)大野IC - (32-3)大竹IC - (33)大竹JCT